# Акінатор
Акінатор, інтернет-Джин (в оригіналі Akinator, вебгеній) — інтернет-гра та мобільний застосунок, що базується на двадцяти питаннях, які намагаються визначити характер думок гравця шляхом поставлення серії питань. Знаходить та визначає найкращі питання, які слід задати гравцеві програма штучного інтелекту. Штучний інтелект Акінатор був створений трьома французькими програмістами у 2007 році та, відповідно до Google-тенденцій, став популярним по всьому світу в листопаді 2008 року. У Європі пік популярності був досягнутий у 2009 році, та у 2010 році в Японії, після запуску мобільного застосунку французькою мобільною компанією SCIMOB, досягнувши найвищих рейтингів серед інтернет-застосунків. Під час гри в Акінатор питання ставить мультиплікований Джин.

## Опис гри
Для того, щоб розпочати опитування, користувач повинен натиснути кнопку запуску і подумати про якогось популярного героя (музиканта, спортсмена, політичного діяча, актора, героя художнього фільму / телепередачі, героя відеоролика з YouTube, Вінер і т. д.). Потім програма починає ставити ряд питань (стільки, скільки потрібно), з можливими відповідями: «Так», «Ні», «Можливо», «Напевно, ні» і «Не знаю» для того, щоб зрозуміти приблизний характер героя, про якого думає гравець. Якщо відповіді гравця звужуються до єдиного ймовірного варіанту до того як 25 питань будуть задані — програма автоматично запропонує відповідь та запитає чи персонаж, якого вона обрала, був відгаданий правильно. Якщо три рази поспіль герой не вгаданий, то програма запропонує користувачеві ввести ім'я персонажа, щоб розширити свою базу даних потенційних варіантів. Вона прогнозує відповідь, засновану на алгоритмі коефіцієнта стоячої хвилі (КСХ).
Акінатор починає з більш загальних питань, і кожне наступне питання має уточнювальний характер. Таким чином він фільтрує відповідних і невідповідних персонажів. Акінатор запам'ятовує, як всі гравці відповіли на те чи інше питання при загадуванні того чи іншого персонажа, і таким чином на кожного персонажа створюється якийсь реєстр про те, як відповідали гравці на питання про нього, і якщо даний гравець відповість на питання так само, то Акінатор відгадає задуманого гравцем персонажа. Якщо Акінатор не зміг відгадати персонажа, то він пропонує ввести ім'я, після чого запам'ятовує його і всі відповіді, які давав цей гравець на питання про цього персонажа. І якщо інший гравець загадає цього ж персонажа, то Акінатор зможе вже його відгадати. Таким чином, кількість персонажів, відомих Акінатору, постійно збільшується. У разі, якщо Акінатор не відгадав персонажа, то він представляє вам можливих персонажів, яких він припускав.
Ви можете отримати АКІ-НАГОРОДИ за доданий новий персонаж.
Після оновлення гри користувач за накопичені під час гри кошти має можливість придбати аксесуари для Джина.

## Оцінка критиків
L'Express оцінив Akinator на 5 балів з 5-ти можливих за критерієм завантаження гри з iPhone Apps протягом тижня станом на 9 вересня 2009 року.
Інтернет-портал Excite France зауважив: «Акінатор — це всього лише інтерактивний витвір. Гра є революційною, захопливою та цікавою».